# Constantin Noica
Constantin Noica (25 de Julho de 1909, Vităneşti, - 4 de Dezembro de 1987, Sibiu) foi um filósofo romeno. Seus estudos se distribuíram em todos os campos filosóficos, notadamente epistemologia, filosofia da cultura, axiologia, antropologia filosófica, ontologia e lógica.

## Obras
- As seis doenças do espírito contemporâneo. São Paulo: Editora Rio. 2011.
- Diário Filosófico. É Realizações. 2011.